# Votkinsk
Votkinsk (in russo Воткинск?) è una città industriale della Russia europea centro-orientale, situata nella Repubblica Autonoma dell'Udmurtia a breve distanza dal fiume Kama e dal bacino artificiale omonimo ed a mille chilometri ad est di Mosca. La città è capoluogo del rajon Votkinskij.
La città ospita un impianto del Moscow Institute of Thermal Technology, chiamato Impianto di costruzione di macchine di Votkinsk, che produce missili a lungo raggio. Nel quadro del trattato INF, concluso tra Stati Uniti e Unione Sovietica nel 1987, questo luogo di produzione di missili è stato prescelto per le ispezioni da parte del personale statunitense, con corrispondente sito statunitense ispezionato dai russi a Salt Lake City, nello Utah.
Votkinsk è gemellata con la città statunitense di West Jordan, nello Utah.